# Shangri-La (singolo)
Shangri-La è un brano musicale del gruppo rock britannico The Kinks, composto dal leader della band Ray Davies, incluso sull'album Arthur (Or the Decline and Fall of the British Empire) del 1969, e pubblicato in Gran Bretagna come secondo singolo estratto dal disco nel settembre dello stesso anno.

## Il brano
La canzone descrive un uomo di nome Arthur, il personaggio protagonista dell'album. Arthur vive in una casa che si chiama, sarcasticamente, "Shangri-La" (Shangri-La è un luogo immaginario descritto come una sorta di "paradiso" nel romanzo Orizzonte perduto, scritto da James Hilton nel 1933). All'inizio della canzone, Shangri-La sembra essere un vero paradiso ma, nel proseguire del brano, diventa chiaro come in realtà sia molto più simile ad una prigione, dove Arthur si rifugia e si rinchiude escludendo la realtà, troppo amara, all'esterno.
Il critico musicale Johnny Rogan definisce la canzone "una delle migliori del Davies di quel periodo" facendo notare come "la sua ambivalenza di significato sia evidente nell'affettuosa e sardonica presa in giro delle aspirazioni della classe media britannica". Il critico di AllMusic Stewart Mason concorda definendo Shangri-La "una delle migliori canzoni scritte da Ray Davies".
Una nuova registrazione del brano, ad opera di Ray Davies & Crouch End Festival Chorus, è stato incluso nell'album The Kinks Choral Collection del 2009.

## Tracce singolo UK
Pye 7N 17812
1. Shangri-La (Ray Davies) -
2. This Man He Weeps Tonight (Dave Davies) - 2:42